# Sara Canning
Sara Canning (Gander, Új-Fundland, Kanada, 1987. július 14.) kanadai színész. Híres szerepe Jenna Sommers, a Vámpírnaplók című tévéfilmsorozatból. Szerepelt a 2009-es Fekete mező című játékfilmben.

## Filmográfia
| Év        | Cím                       | Eredeti cím                                | Szerep            | Megjegyzés                                              |
| --------- | ------------------------- | ------------------------------------------ | ----------------- | ------------------------------------------------------- |
| 2008      |                           | Paparazzi Princess: The Paris Hilton Story | Nicky Hilton      | TV film                                                 |
| 2008      | Smallville                | Smallville                                 | Tess asszisztense | Tévésorozat az "Odyssey" and "Plastique" című epizódban |
| 2008      |                           | Slap Shot 3: The Junior League             | Hope              | film                                                    |
| 2009      |                           | Black Rain                                 | Dorothy           | TV film                                                 |
| 2009      |                           | Taken in Broad Daylight                    | Anne Sluti        | TV film                                                 |
| 2009      | Kyle, a rejtélyes idegen  | Kyle XY                                    | Redhead           | Tévésorozat az "In the Company of Men" című epizódban   |
| 2009      |                           | Come Dance at My Wedding                   | Andrea Merriman   | TV film                                                 |
| 2009      |                           | Black Field                                | Maggie McGregor   | film                                                    |
| 2009–2017 | Vámpírnaplók              | The Vampire Diaries                        | Jenna Sommers     | TV series                                               |
| 2017      | A majmok bolygója: Háború | War for the Planet of the Apes             | Lake              | film                                                    |

## Fordítás
- Ez a szócikk részben vagy egészben  a   Sara Canning című angol Wikipédia-szócikk fordításán alapul.  Az eredeti cikk szerkesztőit annak laptörténete sorolja fel. Ez a jelzés csupán a megfogalmazás eredetét és a szerzői jogokat jelzi, nem szolgál a cikkben szereplő információk forrásmegjelöléseként.